# Laura Dundovic

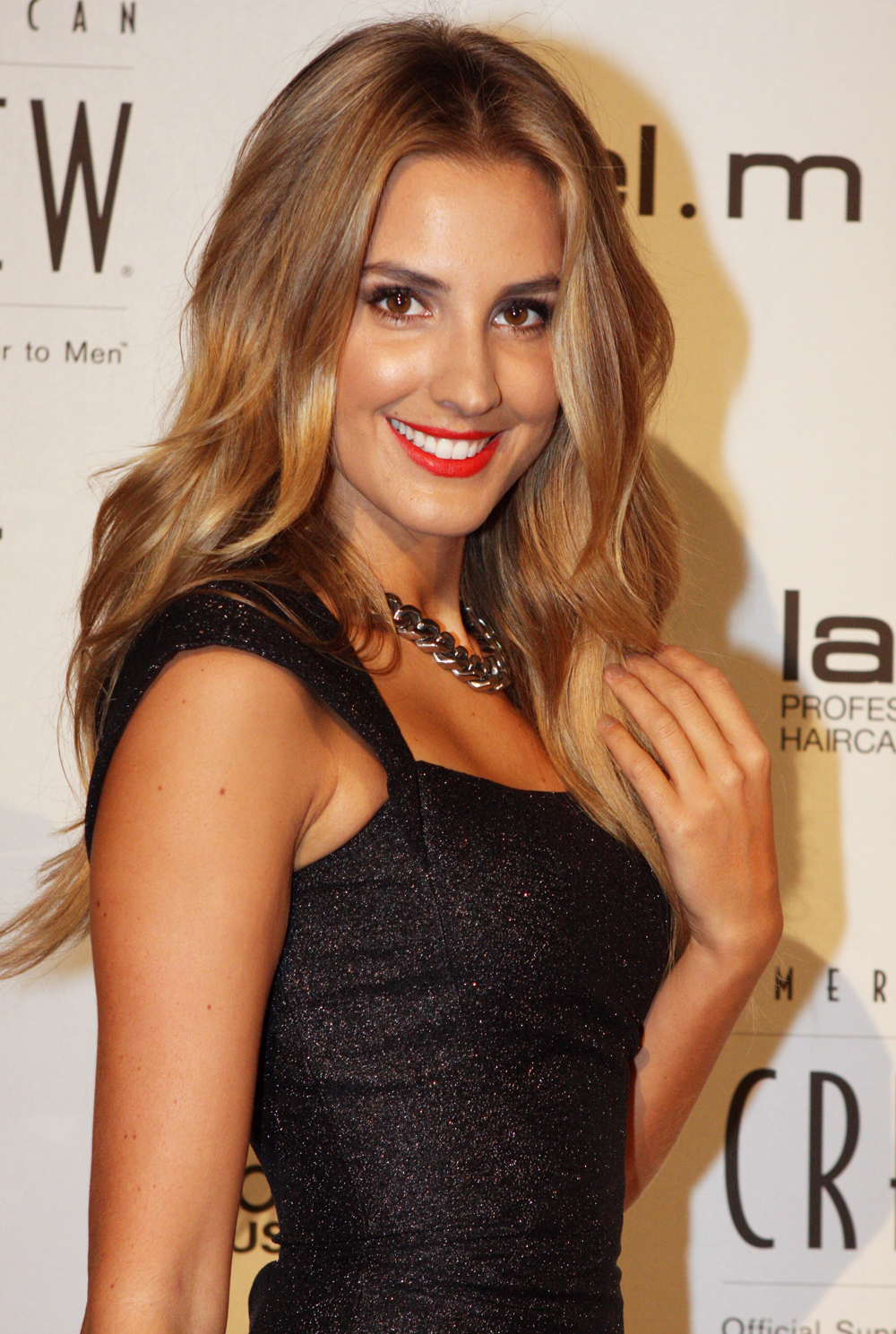
Laura Dundovic (2013)

Laura Dundović (* 16. September 1987 in Sydney) ist eine australische Schönheitskönigin, Miss Universe Australia 2008 und Schauspielerin.

## Leben
Laura Dundovic wurde im September 1987 als Tochter einer maltesischen Mutter und eines kroatischen Vaters in Sydney geboren.
Sie besuchte die Grundschule St. Madeleine in Kenthurst, New South Wales, und ging anschließend auf das Mount St. Benedict College in Pennant Hills, New South Wales. Nach der High School begann Dundovic ihr Psychologie-Studium. Aufgrund des Models brach sie das Studium ab. 2008 wurde sie zur Miss Universe Australia 2008 gewählt und vertrat ihr Land bei der Miss-Universe-Wahl. Am 14. Juli 2008 belegte Dundovic bei der Wahl einen Top-10-Platz.
Neben dem Modeln ist sie auch als Schauspielerin und Moderatorin tätig. Ab 2010 war sie für zwei Staffeln Moderatorin der Dating-Show Dating in the Dark des Fernsehsenders Fox8. Ihr Schauspieldebüt gab sie 2014 in der Comedyserie Hunter n' Hornet. Vom 1. Februar bis zum 15. Februar 2015 war Dundovic Teilnehmerin der Reality-Show I’m a Celebrity…Get Me Out of Here!.